# Baulé (grup humà)

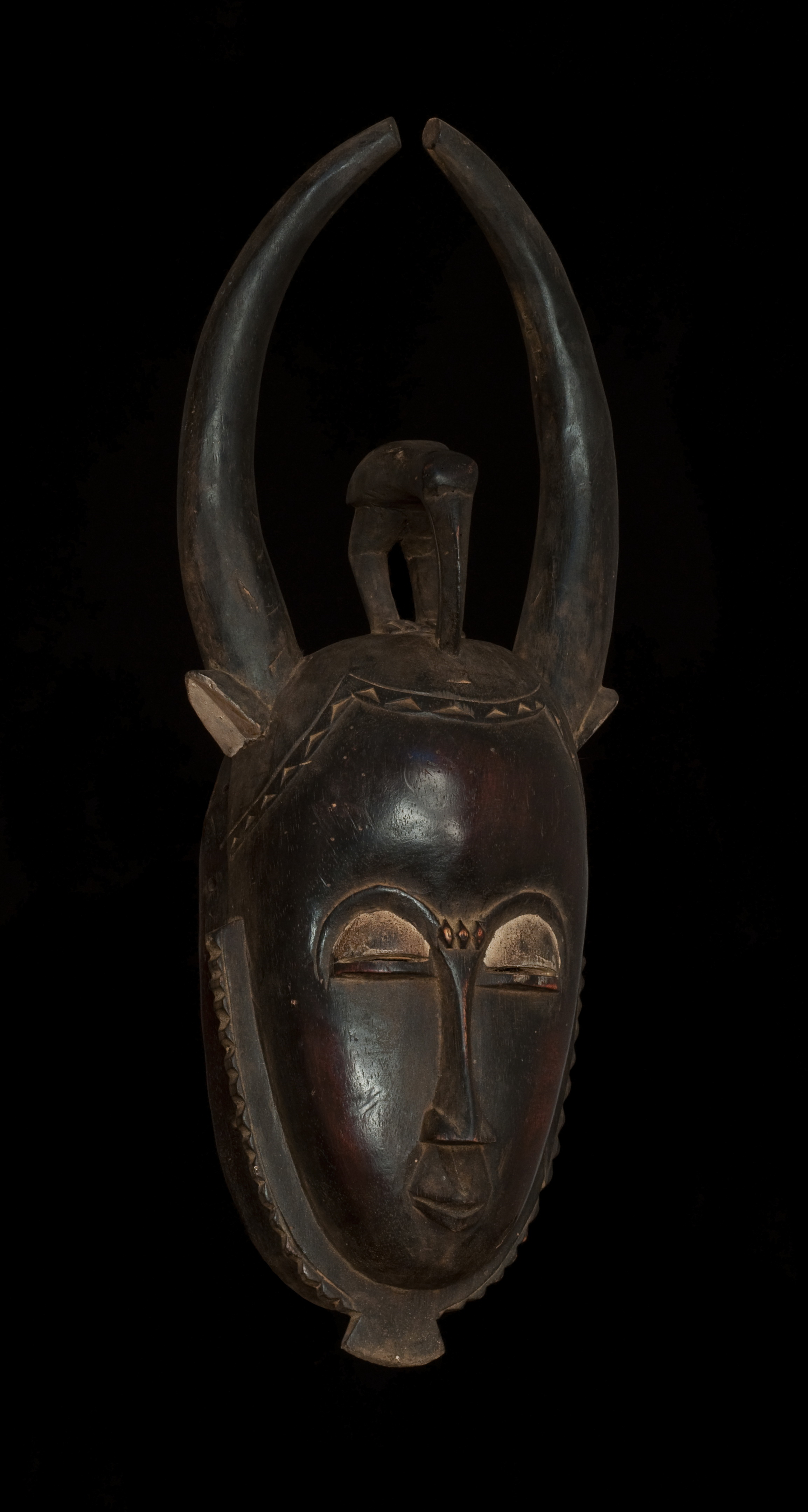
Màscara Baulé

Els baulé (o baoulé) són un poble Àkan i un dels grups humans més extensos de Costa d'Ivori, es calcula que representen un 23% del total de la població. La llengua baulé és parlada per més de dos milions de persones en l'actualitat. Es dediquen majoritàriament a l'agricultura i la ramaderia. Les característiques diferencials de la seva societat són la religió, l'art, les festes i una societat igualitària. Estan formats per més de seixanta-cinc grups ètnics diferents que parlen llengües Àkan i viuen a Costa d'Ivori. Viuen sobretot a la part central del país entre el riu Comoé i el riu Bandama.

## Llegenda
La llegenda explica que en el s. XVII els baulé van abandonar l'actual Ghana i viatjaren cap a l'oest fins a l'actual Costa d'Ivori sota el lideratge de la reina Poku. Segons la tradició oral, els baulé es veieren forçats a abandonar Ghana quan els Aixanti ocuparen el poder. Mentre fugien, varen trobar un ample riu que no podien travessar. Per evitar l'enemic varen començar a llençar al riu els objectes més valuosos. La reina va entendre que l'objecte més valuós que podia sacrificar al riu era el seu fill, i l'hi va llençar. Després de fer-ho, els hipopòtams emergiren de l'aigua, i varen poder travessar, salvant la vida. La reina només va poder dir “Baulí”, que vol dir “el nen és mort”. D'aquí ve el nom de Baulé. El descendent mascle de la reina segueix essent considerat el líder dels baulé i viu al palau que ella va construir.

## Religió
L'univers religiós dels baulé consisteix en tres realitats:
- El domini de Déu (Niamien)
- El món terrenal, àrea dels éssers humans, animals i plantes. També esperits que, en tant que éssers sobrenaturals que resideixen a les muntanyes, roques, rius, o boscos, se’ls atribueix vastos poders.
- El més enllà (blolo) on habiten els avantpassats.

## Bonu Amuen
El Bonu Amuen és un ball per protegir el poble d'amenaces i apareix en la commemoració de la mort de notables. El baulé porta un casc de fusta que representa un búfal i vestits de ràfia amb braçalets de metall als turmells. El musell del vestit porta dents, fet que representa un animal ferotge que el defensa.

## Estructura política
L'estructura política dels baulé és simpl: diversos líders ancians dels poblats s'ajunten per discutir els diferents aspectes que afecten el poble. Cada poblat és dirigit per un cap (poblats petits) o bé per una reina o rei (poblats grans) assessorats per uns quants consellers. Reines i reis rares vegades parlen en públic: utilitzen portaveus. Els pobles depenen els uns dels altres per formar cantons o tribus que també estan dirigits per una reina o un rei. Tothom hi pot dir la seva, esclaus inclosos. L'organització política és matricarcal i és per això que els drets de la dona són sagrats.
Durant el s. XX van tenir un paper important, ja que són el poble que va resistir més temps contra els francesos de tots els de l'Àfrica Occidental. De la mateixa manera, també és el poble que ha mantingut més temps les seves creences tradicionals, tot i el contacte habitual amb europeus.